# Francisco Umbral
Francisco Umbral (Madrid, 11 de Maio de 1932 — 28 de agosto de 2007) foi um escritor e jornalista espanhol. Foi vencedor do Prêmio Miguel de Cervantes em 2000 e do Prémio Príncipe das Astúrias no campo das letras em 1996. Publicou mais de 80 livros como Mortal e a Rosa (1975), Madrid 1940: Memórias de um Jovem Fascista e E Como Eram as Ligas de Madame Bovary (2003).

## Estilo literário
A sua qualidade literária é dada pela fecundidade criativa, pela sensibilidade linguística e pela extrema originalidade do seu estilo, muito impressionista, com uma sintaxe muito solta, metaforicamente muito elaborada e complexa, flexível para as nuances mais fugidias da atualidade, abundante em neologismos e alusões intertextual e, em suma, de exigente qualidade lírica e estética. Essa particularidade o torna especialmente intraduzível e, consequentemente, um autor dificilmente traduzido para outras línguas e quase desconhecido no exterior. Francisco Umbral é "um dos primeiros escritores de prosa em língua espanhola do século XX", segundo Fernando Lázaro Carreter, e Miguel Delibes o qualifica como "o mais inovador e original escritor da prosa hispânica atual". Por outro lado, Arturo Pérez-Reverte aponta a superficialidade e o plágio entre seus defeitos. Enquanto Ricardo de la Cierva descreveu Umbral e Fernando Savater como "intelectuais pandeiros" que lutaram nas páginas do El País "pelo registro de tolices que antes era chamado de blasfêmia".
No estilo literário foi uma das maiores influências de Juan Manuel de Prada.

## Trabalhos
O trabalho de Threshold é transversal e profundamente autobiográfico (ele próprio escreveu que “na minha vida só fiz memórias”), onde a diferenciação de estilos é complexa e imperfeita. Apesar da difícil classificação, dividimos sua enorme obra em doze gêneros literários organizados em ordem cronológica:

### Histórias
- Tamouré (1965)
- Las vírgenes (1969)
- Teoría de Lola (1977)
- Tatuaje (1991)
- Historias de amor y Viagra (1998)
- Treinta cuentos y una balada (2018)

### Romances
- Días sin escuela (1965), novela corta
- Balada de gamberros (1965), novela corta
- Travesía de Madrid (1966)
- Si hubiéramos sabido que el amor era eso (1969)
- El Giocondo (1970)
- Las europeas (1970)
- Sinfonía borbónica (1987)
- El día que violé a Alma Mahler (1988)
- Un carnívoro cuchillo (1988)
- Nada en el domingo (1988)
- El fulgor de África (1989)
- Memorias borbónicas (1992)
- Madrid 650 (1995)
- Capital del dolor (1996)
- Los cuadernos de Luis Vives (1996)
- El socialista sentimental (2000)
- Un ser de lejanías (2001)
- Los metales nocturnos (2003)

#### Serie Francesillo (álter ego de Umbral)
- Las ninfas (1976)
- Los helechos arborescentes (1980)
- Las giganteas (1982)
- Las ánimas del purgatorio (1982)
- Pío XII, la escolta mora y un general sin un ojo (1985)
- Leyenda del César Visionario (1991)
- Las señoritas de Aviñón (1995)
- La forja de un ladrón (1997)

### Ensaios
- Larra, anatomía de un dandy (1965)
- Lorca, poeta maldito (1968)
- Valle-Inclán (1968)
- Lord Byron (1969)
- Biografía completa de Marisol (1969)
- Miguel Delibes (1970)
- Lola Flores. Sociología de la petenera (1971)
- Las españolas (1974)
- Mis mujeres (1976)
- Tratado de perversiones (1977)
- Ramón y las vanguardias (1978)
- Fábula del falo (1985)
- El fetichismo (1986)
- La escritura perpetua (1989)
- El socialfelipismo. La democracia detenida (1991)
- Las palabras de la tribu (De Rubén Darío a Cela) (1994)
- Valle-Inclán: los botines blancos de piqué (1998)
- Los alucinados: personajes, escritores, monstruos. Una historia diferente de la literatura (2001)
- Cela: un cadáver exquisito (2002)
- ¿Y cómo eran las ligas de Madame Bovary? (2003)

### Artigos
- Amar en Madrid (1972)
- Spleen de Madrid (1972)
- Museo Nacional del mal gusto (1974)
- Crónicas antiparlamentarias (1974)
- Diario de un español cansado (1975)
- Suspiros de España (1975)
- España cañí (1975)
- Cabecitas locas, boquitas pintadas y corazones solitarios (1975)
- La guapa gente de derechas (1975)
- Crónicas postfranquistas (1976)
- Los políticos (1976)
- Las respetuosas (1976)
- Iba yo a comprar el pan... (1976)
- Las jais (1977)
- Teoría de Madrid (1980)
- Spleen, cuaderno de Madrid (1981)
- Spleen de Madrid 2 (1982)
- España como invento (1984)
- Mis queridos monstruos (1985)
- Memorias de un hijo del siglo (1987)
- Crónica de esa gente guapa. Memorias de la jet (1991)
- Del 98 a don Juan Carlos (1992)
- Mis placeres y mis días (1994)
- La derechona (1997)
- Los placeres y los días (2001)
- La república bananera USA (2002)
- Crónica de las tabernas leonesas (2004)
- El tiempo reversible. Crónicas de la Transición (2015)
- Diario de un noctámbulo (2015)
- Mis queridos políticos (2017)

### Memórias
- Memorias de un niño de derechas (1972)
- Los males sagrados (1973)
- Retrato de un joven malvado: memorias prematuras (1973)
- La noche que llegué al Café Gijón (1977)
- Los amores diurnos (1979)
- La bestia rosa (1981)
- A la sombra de las muchachas rojas (1981)
- El hijo de Greta Garbo (1982)
- Trilogía de Madrid (1984)
- Y Tierno Galván ascendió a los cielos (1990)
- Memorias eróticas: los cuerpos gloriosos (1992)
- La década roja. Memorias políticas, 1982-1992 (1993)
- Madrid 1940. Memorias de un joven fascista (1993)
- Los cuerpos gloriosos: memorias y semblanzas (1996)
- Madrid, tribu urbana (2000)
- Días felices en Argüelles (2005)
- Amado siglo XX (2007)

### Diários
- Diario de un snob (1973)
- Mortal y rosa (1975)
- Mis paraísos artificiales (1976)
- Diario de un snob 2 (1978)
- Diario de un escritor burgués (1979)
- Los ángeles custodios (1981)
- La belleza convulsa (1985)
- Diario político y sentimental (1999)
- Un ser de lejanías (2001)
- Carta a mi mujer (2008)

### Dicionários, guias
- Diccionario para pobres (1977)
- Diccionario cheli (1983)
- Guía de pecadore/as. Todos los que están (1986)
- Guía de la posmodernidad (1987)
- Guía irracional de España (1989)
- Diccionario de literatura. España, 1941-1995. De la posguerra a la posmodernidad (1995)

### Poesia
- Crímenes y baladas (1981)
- Obra poética, 1981-2001 (2009)

### Diversos
- Carta abierta a una chica progre (1973), divagaciones líricas
- Las cartas (1976), reedición del anterior añadiéndola una carta
- Caperucita y los lobos (1976), libro humorístico colectivo
- España de parte a parte (1976), libro humorístico colectivo
- Llorens Poy (1977), ensayo colectivo
- De Madrid al cielo (2000), libro colectivo de relatos
- Madrid XXI (2000), catálogo de fotografías con un texto de Umbral
- Ramón Masats (2002), catálogo de fotografías con un texto de Umbral
- Sofía Morales (2005), catálogo de pintura con un texto de Umbral

### Antologias
- La prosa y otra cosa. Antología (1977)
- La rosa y el látigo (1994)
- Hojas de Madrid (2008)

### Livros de conversação
- Francisco Umbral (1991), con Ángel-Antonio Herrera
- Umbral, vida, obra y pecados (2001), con Eduardo Martínez Rico
- Umbral: las verdades de un mentiroso ilustre (2003), con Eduardo Martínez Rico

### Biografia
- Umbral: el frío de una vida (2004), de Anna Caballé